# Carlo Bourlet
Pour les articles homonymes, voir Bourlet.
Charles Émile Ernest Bourlet, dit Carlo Bourlet, est un mathématicien français, né le 25 avril 1866 à Strasbourg et mort le 12 août 1913 à Annecy.

## Biographie
Élève au lycée Saint-Louis, il est admis en 1885 premier à l'École polytechnique et deuxième à l'École normale supérieure ; il choisit d'intégrer cette dernière école. Il est reçu premier au concours d'agrégation de mathématiques à sa sortie de l'école en 1888. Le 14 avril 1891, il soutient sa thèse Sur les équations aux dérivées partielles simultanées qui contiennent plusieurs fonctions inconnues, pour le doctorat ès sciences mathématiques à la faculté des sciences de l'université de Paris. Professeur en classe de mathématiques spéciales au lycée Saint-Louis, où il comptera Paul Berthelot parmi ses élèves, il devient ensuite professeur de géométrie descriptive, puis de mécanique, au Conservatoire national des arts et métiers. Il est également professeur à l'École nationale supérieure des beaux-arts.
Il est l'un des responsables de la sous-commission française de la Commission internationale de l’enseignement mathématique et directeur des Nouvelles annales de mathématiques.
On lui doit plusieurs ouvrages de mathématiques ainsi que plusieurs traités sur les bicyclettes, comme le Traité des bicycles et des bicyclettes, suivi d'une application à la construction des vélodromes (1895), dans lequel il propose de raccorder les lignes droites des vélodromes par des clothoïdes.

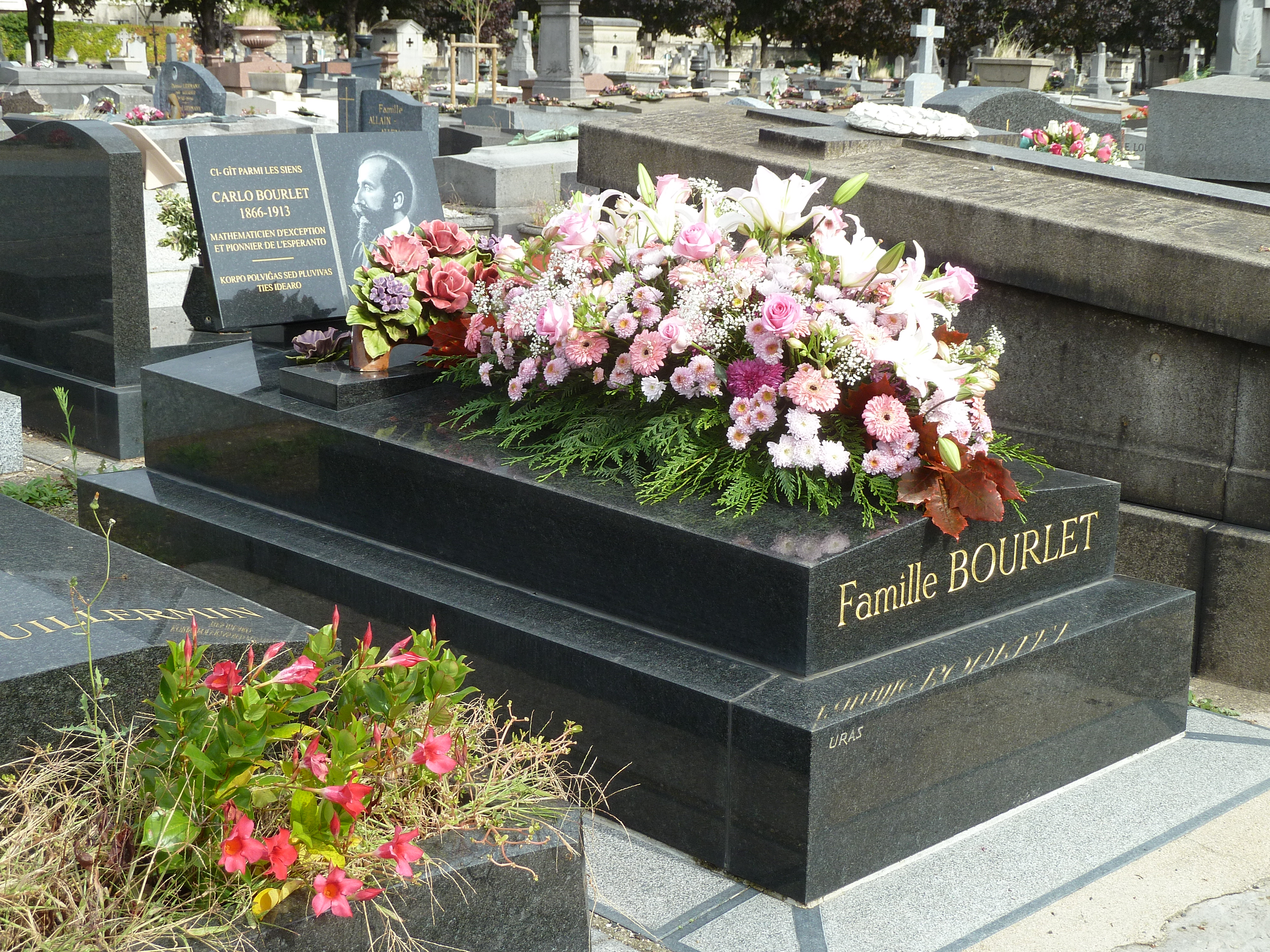
Tombe de Carlo Bourlet au cimetière de Montrouge.

Il est également un défenseur de l'espéranto, auquel il donne un grand élan en France. Président du Groupe Espérantiste de Paris, pour lequel il reçoit des salles à la Sorbonne, il lie des relations avec le Touring club de France et les éditions Hachette, qui publieront jusqu'à la Première Guerre mondiale plusieurs dizaines de livres dans la langue internationale. Preuve de sa grande activité, rien qu'en 1902 il fonde 19 groupes espérantistes en France. En 1906 il fonde La Revuo, une publication en espéranto, et fait une contribution très importante  à la littérature en espéranto avec la promotion des Jeux Floraux espérantistes, qui ont lieu pour la première fois au 5e congrès mondial d’espéranto en 1909 à Barcelone.
Carlo Bourlet était le beau-frère de l'espérantiste français Ferdinand Duviard (cofondateur de la Franca Federacio de Junaj Esperantistoj). La femme de Carlo Bourlet, Marie Thérèse Adam (1872-1923), était la sœur de la première épouse de Ferdinand Duviard, Élisabeth Antoinette Adam.
Carlo Bourlet est mort lors d'un repas de vacances aux bords du lac d'Annecy le 12 août 1913, par suite de l'absorption malencontreuse d'une arête de poisson. Il est inhumé le 15 août 1913, au cimetière de Montrouge, près de la porte d'Orléans (14e arrondissement parisien).